# 37 v.Chr.

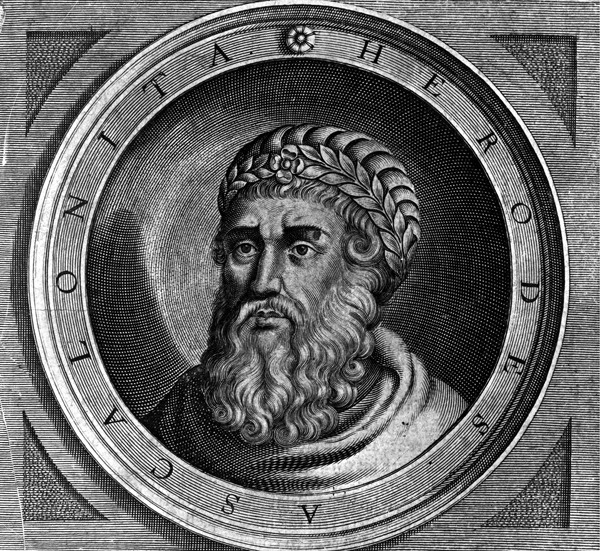
Herodes de Grote (37 v.Chr. - 4 v.Chr.)

Het jaar 37 v.Chr. is een jaartal volgens de christelijke jaartelling.

## Gebeurtenissen

### Italië
- In Rome worden Marcus Vipsanius Agrippa en Titus Statilius Taurus, door de Senaat gekozen tot consul van het Imperium Romanum.
- Agrippa laat bij Baiae in de Golf van Napels, de marinehaven "Porticus Julius" aanleggen. Hij bouwt een nieuwe Romeinse vloot (180 schepen), met 20.000 roeiers bestaand uit bevrijde slaven en voert technische innovaties door. De quinqueremen worden bewapend met een verbeterde vorm van de harpax, gebaseerd op de corvus.
- Agrippa treedt in het huwelijk met Caecilia Attica, een dochter van Cicero's vriend Titus Pomponius Atticus.
- Marcus Terentius Varro beschouwt micro-organismen als de oorzaak van ziektes. Dit wordt beschreven in een van zijn boeken: Rerum rusticarum libri (over de landbouw).

### Klein-Azië
- Marcus Antonius herstelt de machtsverhoudingen in Anatolië en erkent Polemon I als koning van Pontus et Bithynia. Archelaüs van Cappadocië vormt een bondgenootschap met Rome.

### Palestina
- Herodes de Grote verovert na een beleg van vijf maanden Jeruzalem en onderdrukt een opstand van Antigonus. Hij huwt de Hasmonese prinses Mariamne en wordt door de Romeinse Senaat erkend als koning van Judea.

### Azië
- Op het Koreaanse schiereiland ontstaat in het noorden het koninkrijk Koguryo en verklaart zich onafhankelijk van de Chinese Han-dynastie. Op Ceylon ontwikkelt zich het boeddhisme met de Pali-canon.

## Overleden
- Antigonus, koning en Hogepriester van de Joodse Hasmonese staat (Israël)